# ТЕС Аленакірі
ТЕС Аленакірі – теплова електростанція в Габоні, на момент спорудження найбільша ТЕС країни (може поступитись цією позицією ТЕС Кап-Лопез у випадку завершення на останній другої черги).
В 2010 році для покриття дефіциту електроенергії у столиці країни та забезпечення роботи  спеціальної економічної зони Нкок вирішили спорудити теплову електростанцію в районі порту Овендо (кілька кілометрів на південь від Лібревіля). Тут вирішили встановити чотири генератори виробництва компанії MAN типу 18V51/60DF одиничною потужністю по 17,5 МВт. Вони можуть використовувати як рідке, так і газоподібне паливо, при цьому перевага віддаватиметься останньому. Можливо відзначити, що на момент спорудження ТЕС Аленакірі країна використовувала попутний газ, отриманий при розробці нафтових родовищ у прибережній зоні Габону, тоді як відкриті в середині 2010-х років власне газові родовища – Леопард-Марін, Nyonie-Deep – перш за все потребують дорозвідки.
Вартість проекту, генпідрядником якого виступила ізраїльська компанія Telemenia, становила 130 млн доларів США. Генератори ввели в експлуатацію двома чергами, завершивши цей процес у серпні 2013 року.